# 邦贝克
邦贝克（法語：Bambecque，法語發音：[bɑ̃bɛk]）是法国上法蘭西大區北部省的一个市镇，属于敦刻尔克区。

## 地理
邦贝克（50°54'5"N, 2°32'53"E）面积11.81 平方千米，位于法国上法蘭西大區北部省，该省份为法国最北部的省份及最长的省份，西北濒北海，西接加来海峡省，南至埃纳省和索姆省，东与比利时接壤。
与邦贝克接壤的市镇（或旧市镇、城区）包括：雷克斯普德、韦斯特卡佩勒、沃尔穆特、埃尔泽勒、乌特凯尔克、奥斯特卡佩勒。

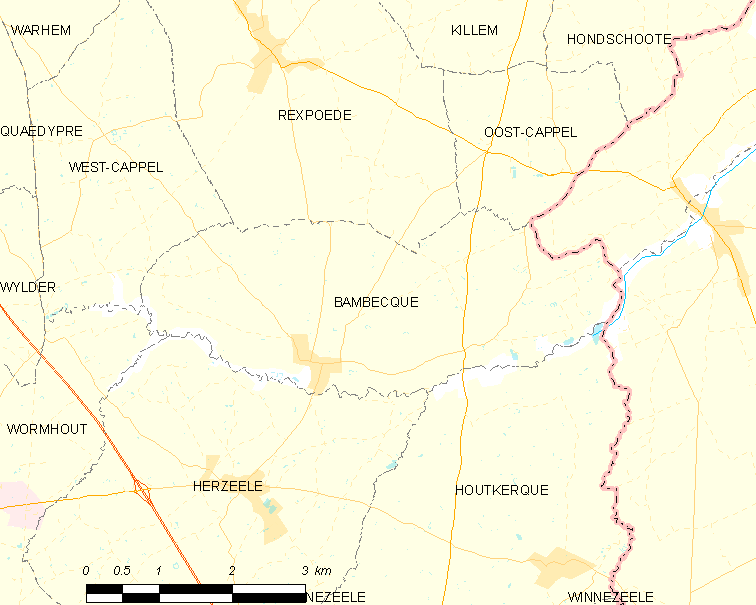
邦贝克的OSM定位图

邦贝克的时区为UTC+01:00、UTC+02:00（夏令时）。

## 行政
邦贝克的邮政编码为59470，INSEE市镇编码为59046。

## 政治
邦贝克所属的省级选区为沃尔穆特县。

## 人口

1962-2008年间邦贝克人口变化图示

邦贝克于2022年1月1日时的人口数量为842人。